# Richard Attenborough
Richard Samuel Attenborough, barone Attenborough di Richmond upon Thames (Cambridge, 29 agosto 1923 – Londra, 24 agosto 2014), è stato un attore, regista e produttore cinematografico britannico.
Tra i più noti volti del cinema britannico della sua generazione, durante la sua carriera Attenborough vinse due Premi Oscar per Gandhi del 1982 che si aggiudicò complessivamente otto statuette; a questi si aggiungono numerosi altri riconoscimenti tra cui tre Golden Globes, quattro Premi BAFTA e tre David di Donatello. Tra le sue performances più famose figurano quelle nei film La grande fuga (1963), Cannoni a Batasi (1964), Il volo della fenice (1965), Quelli della San Pablo (1966) e Il favoloso dottor Dolittle (1967), mentre le sue ultime interpretazioni più note al grande pubblico sono quelle del miliardario John Hammond in Jurassic Park (1993) e Il mondo perduto - Jurassic Park (1997) e di Babbo Natale in Miracolo nella 34ª strada (1994). 
Richard Attenborough fu anche presidente della Royal Academy of Dramatic Art e della British Academy of Film and Television Arts, organizzazione che assegna annualmente i Premi BAFTA.

## Biografia

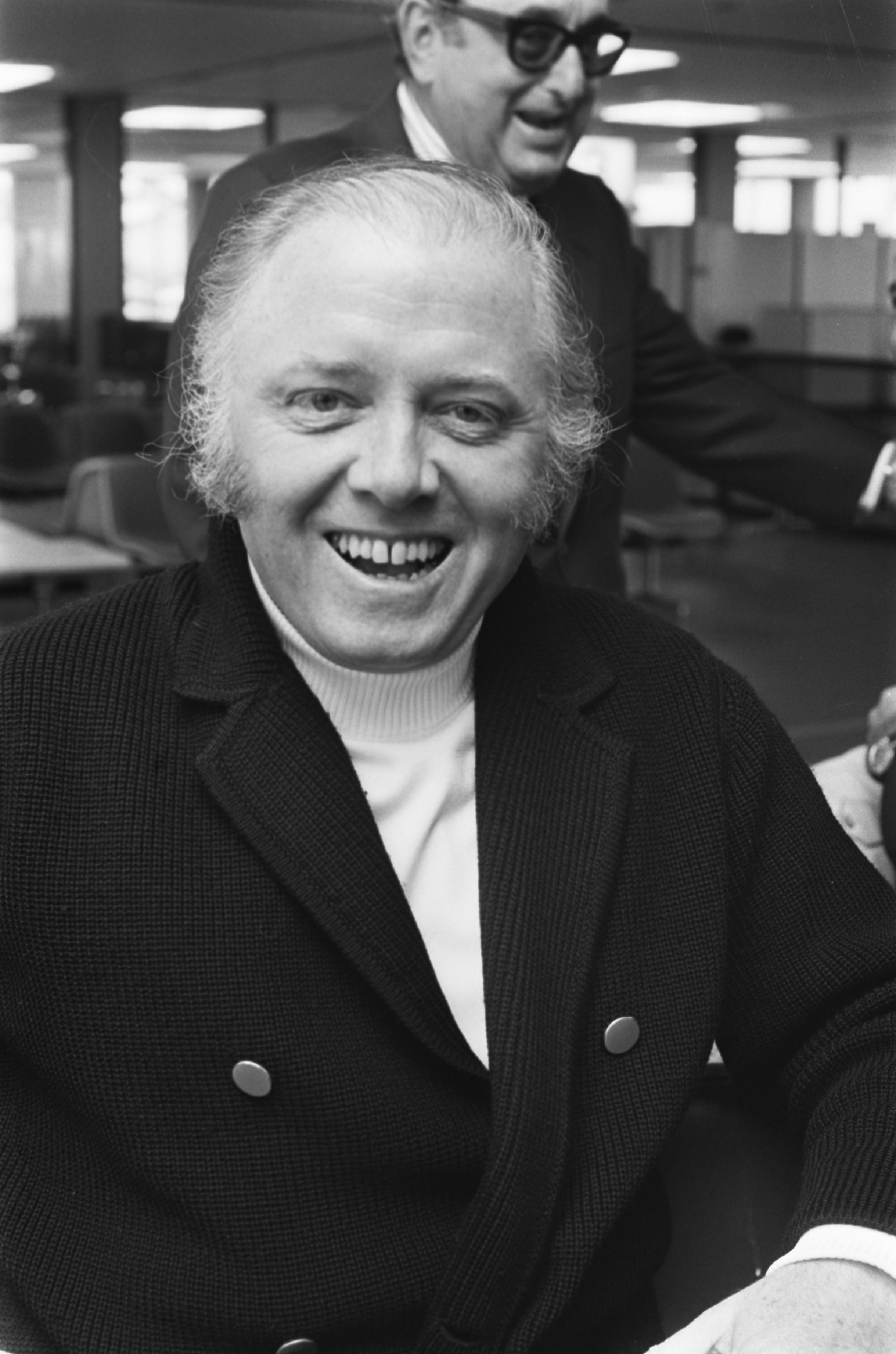
Richard Attenborough nel 1975

Fratello del divulgatore scientifico David Attenborough, frequentò la Wyggeston Grammar School per ragazzi in Leicester, dove suo padre era rettore universitario. Aveva due fratelli minori: David, noto documentarista e regista specializzato nella divulgazione naturalistica, e John, che fece carriera nel settore automobilistico. Ben presto si appassionò al teatro e vinse una borsa di studio per frequentare la Royal Academy of Dramatic Arts.
In teatro debuttò nel 1941 con Ah, Wilderness!, recitando in seguito in Piccole volpi (1942) e Brighton Rock (1943), che quattro anni più tardi interpreterà anche nella trasposizione cinematografica.

### Il cinema e la carriera da regista

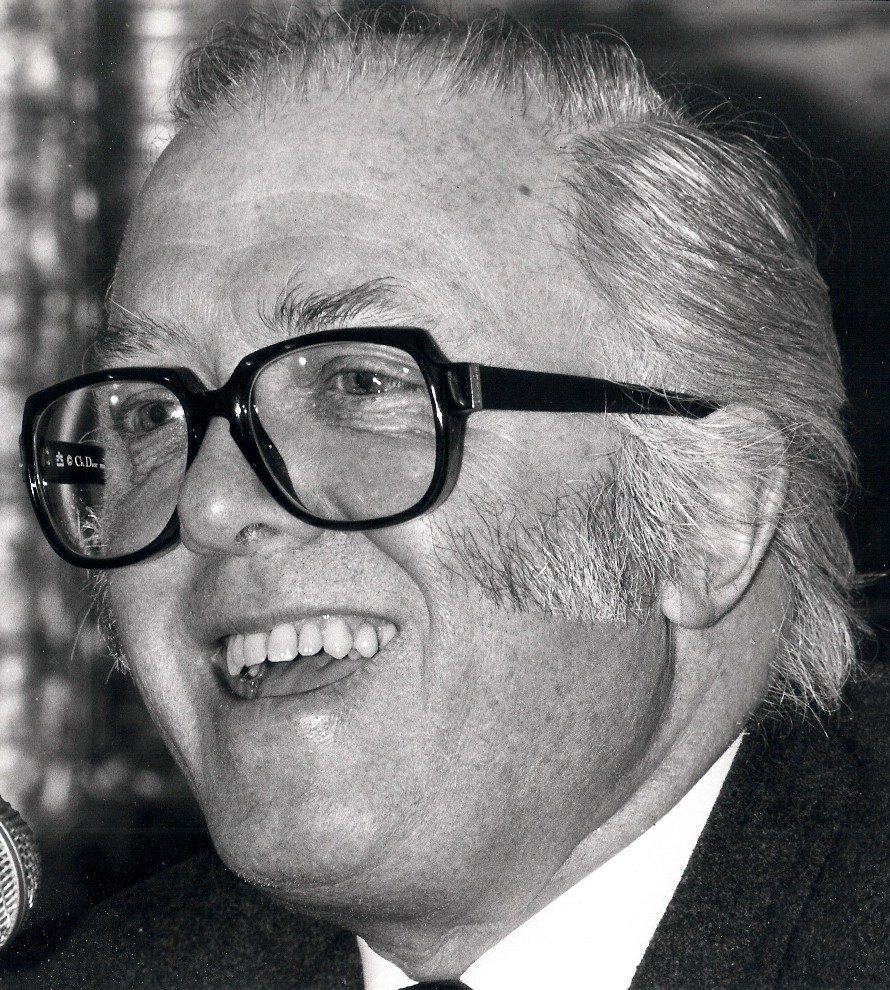
Richard Attenborough nel 1983

La sua carriera cinematografica iniziò nel 1942 con il ruolo di un marinaio disertore in Eroi del mare, personaggio che caratterizzò per molti anni la sua immagine permettendogli di interpretare parti di spia o codardo in film come London Belongs to Me (1948), Morning Departure (1950), nonché il ruolo di un giovane gangster psicopatico nel film Brighton Rock (1947), tratto dalla novella di Graham Greene, interpretazione assai apprezzata dalla critica. Durante la seconda guerra mondiale, Attenborough servì nella RAF come sottufficiale.
Negli anni cinquanta ritornò trionfalmente al teatro, lavorando in alcune produzioni del West End come Trappola per topi (1952), dalla novella di Agatha Christie, e Dio non è qui per prestiti, tratto dal teatro surreale di Victor Hogton. Nel 1983 vinse due premi Oscar per il film Gandhi, segnatamente miglior film e miglior regista, consacrandosi così non solo come attore ma anche per il suo lavoro dietro la macchina da presa, a cui si era dedicato dai tardi anni settanta.
Negli anni ottanta ispirò il personaggio (che a sua volta fu ispirato dal suo personaggio in "Cannoni a Batasi" del 1964) del maggiordomo e factotum inglese Jonathan Quayle Higgins III, ex sergente maggiore della British Army, che si avvale anche dell'aiuto dei suoi "ragazzi", due dobermann bene addestrati, Zeus e Apollo, per mandare avanti la tenuta hawaiiana di Oahu in Magnum P.I..
Nei primi anni novanta tornò al cinema dopo una lunga assenza interpretando il miliardario John Hammond nel kolossal Jurassic Park (1993), diretto da Steven Spielberg. Riprenderà il ruolo anche nel sequel Il mondo perduto - Jurassic Park (1997).

### Malattie e morte
Nel 2008, in collaborazione con il suo socio di lunga data, Diana Hawkins, pubblicò un'autobiografia informale, Entirely Up to You, Darling. Nell'agosto dello stesso anno Attenborough fu ricoverato in ospedale per problemi cardiaci e fu sottoposto all'impianto di un pacemaker. Nel 2011 il fratello minore (e noto documentarista) David ne annunciò il ritiro definitivo dalle scene.
Lord Attenborough trascorse gli ultimi mesi a Londra, in una struttura per attori anziani insieme alla moglie Sheila Sim. Era costretto su una sedia a rotelle dal 2008, dopo una caduta. Morì il 24 agosto 2014, cinque giorni prima del suo novantunesimo compleanno. Il corpo venne in seguito cremato, e le ceneri sono sepolte nella chiesa parrocchiale di St Mary Magdalene a Richmond upon Thames.

### Vita privata

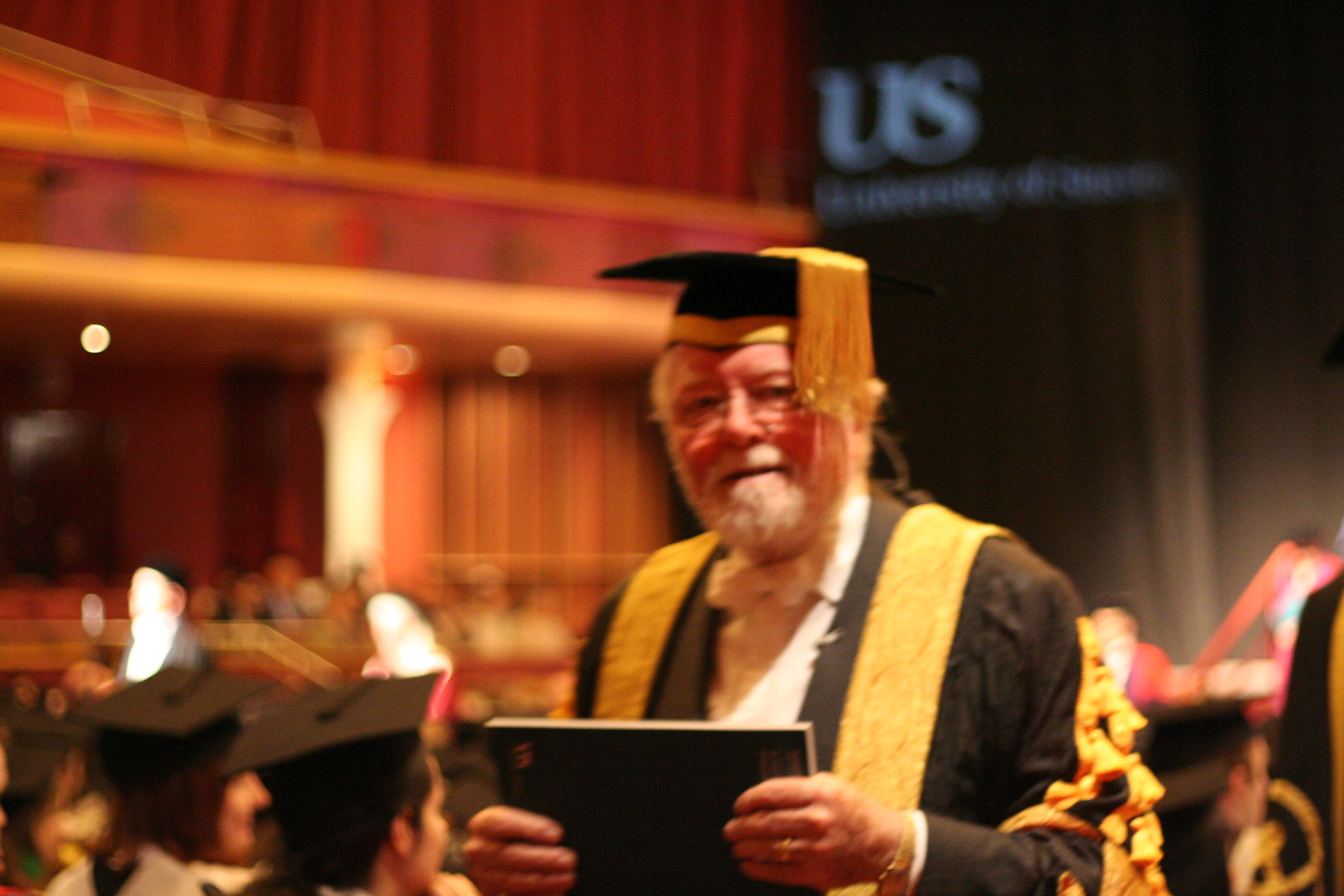
Richard Attenborough all'Università di Sussex nel 2006

Sposato dal 1945 con l'attrice inglese Sheila Sim, nel 1951 i due si trasferirono in una casa su Richmond Green a Londra. La coppia ebbe tre figli: Jane Holland, Michael John e Charlotte.
Il 26 dicembre 2004, la figlia maggiore della coppia, Jane Holland, la suocera di lei Jane e la nipote quindicenne Lucy persero la vita nel terremoto e maremoto dell'Oceano Indiano che colpì Khao Lak in Thailandia. Altri due nipoti sopravvissero invece allo tsunami: Samuel Holland, rimasto illeso, e Alice Holland, che subì invece gravi lesioni agli arti inferiori. Attenborough descrisse il Boxing Day del 2004 come "il giorno peggiore della mia vita".
Michael John, sposato con l'attrice Karen Lewis, con la quale ha avuto due figli, è regista e direttore creativo del Teatro Almeida di Londra. Charlotte, madre di tre figli, è anch'essa un'attrice.
Dal 1950 Attenborough collezionava ceramiche di Pablo Picasso e nel 2007 più di 100 pezzi vennero esposti al New Walk Museum and Art Gallery di Leicester. La mostra fu dedicata ai suoi familiari scomparsi a seguito dello tsunami.

## Filmografia

### Attore

#### Cinema
- Eroi del mare (In Which We Serve), regia di Noël Coward e David Lean (1942)
- Schweik's New Adventures, regia di Karel Lamač (1943)
- The Hundred Pound Window, regia di Brian Desmond Hurst (1944)
- Journey Together, regia di John Boulting (1946)
- Scala al paradiso (A Matter of Life and Death), regia di Michael Powell e Emeric Pressburger (1946)
- School for Secrets, regia di Peter Ustinov (1946)
- I contrabbandieri (The Man Within), regia di Bernard Knowles (1947)
- Dancing with Crime, regia di John Paddy Carstairs (1947)
- Brighton Rock, regia di John Boulting (1947)
- London Belongs to Me, regia di Sidney Gilliat (1948)
- The Guinea Pig, regia di Roy Boulting (1948)
- The Lost People, regia di Muriel Box e Bernard Knowles (1949)
- Boys in Brown, regia di Montgomery Tully (1949)
- Morning Departure, regia di Roy Ward Baker (1950)
- Hell Is Sold Out, regia di Michael Anderson (1951)
- Stupenda conquista (The Magic Box), regia di John Boulting (1951)
- Il cacciatorpediniere maledetto (Gift Horse), regia di Compton Bennett (1952)
- Father's Doing Fine, regia di Henry Cass (1952)
- Eight O'Clock Walk, regia di Lance Comfort (1952)
- L'ultima vendetta (The Ship That Died of Shame), regia di Basil Dearden e Michael Relph (1955)
- Operazione fifa (Private's Progress), regia di John Boulting (1956)
- The Baby and the Battleship, regia di Jay Lewis (1956)
- 4 in legge (Brothers in Law), regia di Roy Boulting (1957)
- The Scamp, regia di Wolf Rilla (1957)
- Dunkerque (Dunkirk), regia di Leslie Norman (1958)
- Tre minuti di tempo (The Man Upstairs), regia di Don Chaffey (1958)
- Mare di sabbia (Sea of Sand), regia di Guy Green (1958)
- Danger Within, regia di Don Chaffey (1959)
- Nudi alla meta (I'm All Right Jack), regia di John Boulting (1959)
- Super Jet 709 (Jet Storm), regia di Cy Endfield (1959)
- SOS Pacific, regia di Guy Green (1959)
- La tortura del silenzio (The Angry Silence), regia di Guy Green (1960)
- Un colpo da otto (The League of Gentlemen), regia di Basil Dearden (1960)
- Sesso, peccato e castità (Only Two Can Play), regia di Sidney Gilliat (1962)
- All Night Long, regia di Basil Dearden (1962)
- The Dock Brief, regia di James Hill (1962)
- La grande fuga (The Great Escape), regia di John Sturges (1963)
- Il terzo segreto (The Third Secret), regia di Charles Crichton (1964)
- Ventimila sterline per Amanda (Séance on a Wet Afternoon), regia di Bryan Forbes (1964)
- Cannoni a Batasi (Guns at Batasi), regia di John Boulting (1964)
- Il volo della fenice (The Flight of the Phoenix), regia di Robert Aldrich (1965)
- Quelli della San Pablo (The Sand Pebbles), regia di Robert Wise (1966)
- Il favoloso dottor Dolittle (Doctor Dolittle), regia di Richard Fleischer (1967)
- ...solo quando rido (Only When I Larf), regia di Basil Dearden (1968)
- La ruota di scorta della signora Blossom (The Bliss of Mrs. Blossom), regia di Joseph McGrath (1968)
- Le incredibili avventure del signor Grand col complesso del miliardo e il pallino della truffa (The Magic Christian), regia di Joseph Mcgrath (1969)
- I cinque disperati duri a morire (The Last Grenade), regia di Gordon Flemyng (1970)
- Loot, regia di Silvio Narizzano (1970)
- A Severed Head, regia di Dick Clement (1970)
- L'assassino di Rillington Place n. 10 (10 Rillington Place), regia di Richard Fleischer (1971)
- ...e poi, non ne rimase nessuno (And Then There Were None), regia di Peter Collinson (1974)
- Ispettore Brannigan, la morte segue la tua ombra (Brannigan), regia di Douglas Hickox (1975)
- Operazione Rosebud (Rosebud), regia di Otto Preminger (1975)
- Un colpevole senza volto (Conduct Unbecoming), regia di Michael Anderson (1975)
- I giocatori di scacchi (Shatranj Ke Khilari), regia di Satyajit Ray (1977)
- Il fattore umano (The Human Factor), regia di Otto Preminger (1979)
- Jurassic Park, regia di Steven Spielberg (1993)
- Miracolo nella 34ª strada (Miracle on 34th Street), regia di Les Mayfield (1994)
- E=mc², regia di Benjamin Fry (1996)
- Hamlet, regia di Kenneth Branagh (1996)
- Il mondo perduto - Jurassic Park (The Lost World: Jurassic Park), regia di Steven Spielberg (1997)
- Elizabeth, regia di Shekhar Kapur (1998)
- Puckoon, regia di Terence Ryan (2002)

#### Televisione
- Jack e il fagiolo magico (Jack and the Beanstalk: The Real Story) - miniserie TV, episodi 1x01-1x02 (2001)

### Regista
- Oh, che bella guerra! (Oh! What a Lovely War) (1969)
- Gli anni dell'avventura (Young Winston) (1972)
- Quell'ultimo ponte (A Bridge Too Far) (1977)
- Magic (1978)
- Gandhi (1982)
- Chorus Line (A Chorus Line) (1985)
- Grido di libertà (Cry Freedom) (1987)
- Charlot (Chaplin) (1992)
- Viaggio in Inghilterra (Shadowlands) (1993)
- Amare per sempre (In Love and War) (1996)
- Grey Owl - Gufo grigio (Grey Owl) (1999)
- Closing the Ring (2007)

## Doppiatori italiani
Nelle versioni in italiano, Attenborough è doppiato da:
- Pino Locchi ne La grande fuga, Il volo della fenice, Quelli della San Pablo, Il favoloso dottor Dolittle
- Gianfranco Bellini in Tre minuti di tempo, Il terzo segreto
- Sandro Tuminelli in ...e poi non ne rimase nessuno, Jack e il fagiolo magico
- Antonio Guidi in Ispettore Brannigan, la morte segue la tua ombra, Un colpevole senza volto
- Cesare Barbetti in Jurassic Park, Il mondo perduto - Jurassic Park
- Bruno Persa in Cannoni a Batasi
- Oreste Lionello ne L'assassino di Rillington Place n.10
- Giovanni Petrucci ne Il fattore umano
- Giuseppe Rinaldi in Miracolo nella 34ª strada
- Werner Di Donato in Hamlet
- Gianni Musy in Elizabeth

## Premi e riconoscimenti

### Onorificenze straniere
- 1993 - Richard Attenborough diviene "The Rt Hon The Lord Attenborough"[11]

### Attore
- 1964: BAFTA quale miglior attore britannico per Cannoni a Batasi
- 1967: Golden Globe per il miglior attore non protagonista
- 1968: Golden Globe per il miglior attore non protagonista

### Regista
Premi Oscar
- 1983 - miglior film per Gandhi
- 1983 - miglior regista per Gandhi

Golden Globe
- 1983 - Golden Globe per il miglior film straniero
- 1983 - Golden Globe per il miglior regista

David di Donatello
- 1983 - David di Donatello per il miglior film straniero
- 1983 - David di Donatello per il miglior produttore straniero
- 1983 - David Europeo